# NGC 7177
NGC 7177 is een balkspiraalstelsel in het sterrenbeeld Pegasus. Het hemelobject werd op 15 oktober 1784 ontdekt door de Duits-Britse astronoom William Herschel.

## Synoniemen
- UGC 11872
- MCG 3-56-3
- ZWG 451.2
- PGC 67823